# Trigonurella leptepipygium
Trigonurella leptepipygium är en stekelart som beskrevs av Liu 1995. Trigonurella leptepipygium ingår i släktet Trigonurella och familjen bredlårsteklar. Inga underarter finns listade i Catalogue of Life.